# Głogówko (województwo dolnośląskie)
Głogówko (niem. Glogischdorf) – wieś w Polsce położona w województwie dolnośląskim, w powiecie głogowskim, w gminie Kotla.

## Podział administracyjny
W latach 1975–1998 miejscowość administracyjnie należała do województwa legnickiego.

## Świątynie rzymskokatolickie
We wsi znajduje się kościół pw. Najświętszej Marii Panny Królowej Polski.